# Лопастник упругий
Ло́пастник упру́гий, или гельве́лла эласти́чная (лат. Helvélla elástica) — вид грибов, входящий в род Лопастник, или Гельвелла (Helvella) семейства Гельвелловые (Helvellaceae).

## Описание
Плодовые тела — апотеции в виде шляпки на ножке. «Шляпка» 2—4 см шириной, седловидной или неправильной формы, двулопастная, край часто подвёрнут в сторону ножки, свободен от неё. Верхняя сторона (диск апотеция) светло-желтоватая, оранжеватая или серовато-коричневая, гладкая или слабо морщинистая; нижняя сторона белая до светло-бежевой, голая. Ножка до 6—10 см в высоту и 0,2—1 см толщиной, белого цвета, округлая в поперечном сечении, иногда слабо продольно бороздчатая, немного расширяющаяся книзу, полая.
Споры в массе белого цвета. Аски цилиндрической формы, 200—280×14—20 мкм, содержат 8 спор, каждая из которых одноклеточная, эллиптической формы, 17—20×10—14 мкм, неокрашенная, с одной масляной каплей, с гладкими стенками. Парафизы цилиндрические, разветвлённые, с булавовидно утолщёнными концами.
Условно съедобный гриб, пригодный к употреблению в пищу после предварительного отваривания. Относится к 4-й категории грибов, используется для варки и сушки.

### Сходные виды
- Helvella latispora Boud., 1898 — отличается часто подвёрнутым кверху краем «шляпки», а также волосисто-зернистой нижней поверхностью апотеция.
- Helvella albella Quél., 1896 — отличается более тёмным, часто почти чёрным диском апотеция и опушённой у молодых грибов его нижней стороной.

## Экология и ареал
Возможно, микоризообразователь. Произрастает группами на почве в лиственных и хвойных лесах, летом и осенью.
Широко распространён в Евразии и Северной и Южной Америке.

## Синонимы
- Helvella albida Schumach., 1803, nom. illeg.
- Helvella elastica var. pallide-fuliginea Sacc., 1889, nom. superfl.
- Helvella fistulosa Alb. & Schwein., 1805 : Fr., 1822
- Helvella fuliginosa Schaeff., 1774
- Helvella gracilis Peck, 1872
- Helvella stevensii Peck, 1904
- Leptopodia elastica (Bull.) Boud., 1907
- Leptopodia fistulosa (Alb. & Schwein.) Boud., 1907
- Leptopodia stevensii (Peck) Le Gal, 1937
- Tubipeda elastica (Bull.) Falck, 1923